# Maria Slavona

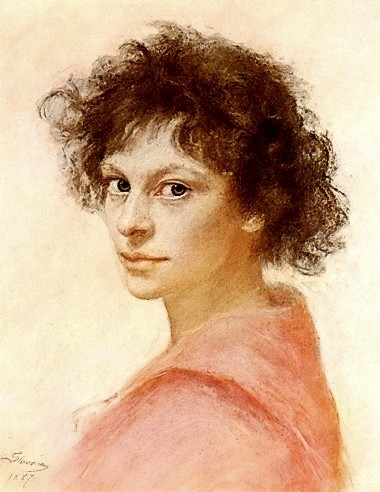
Selbstporträt, 1887

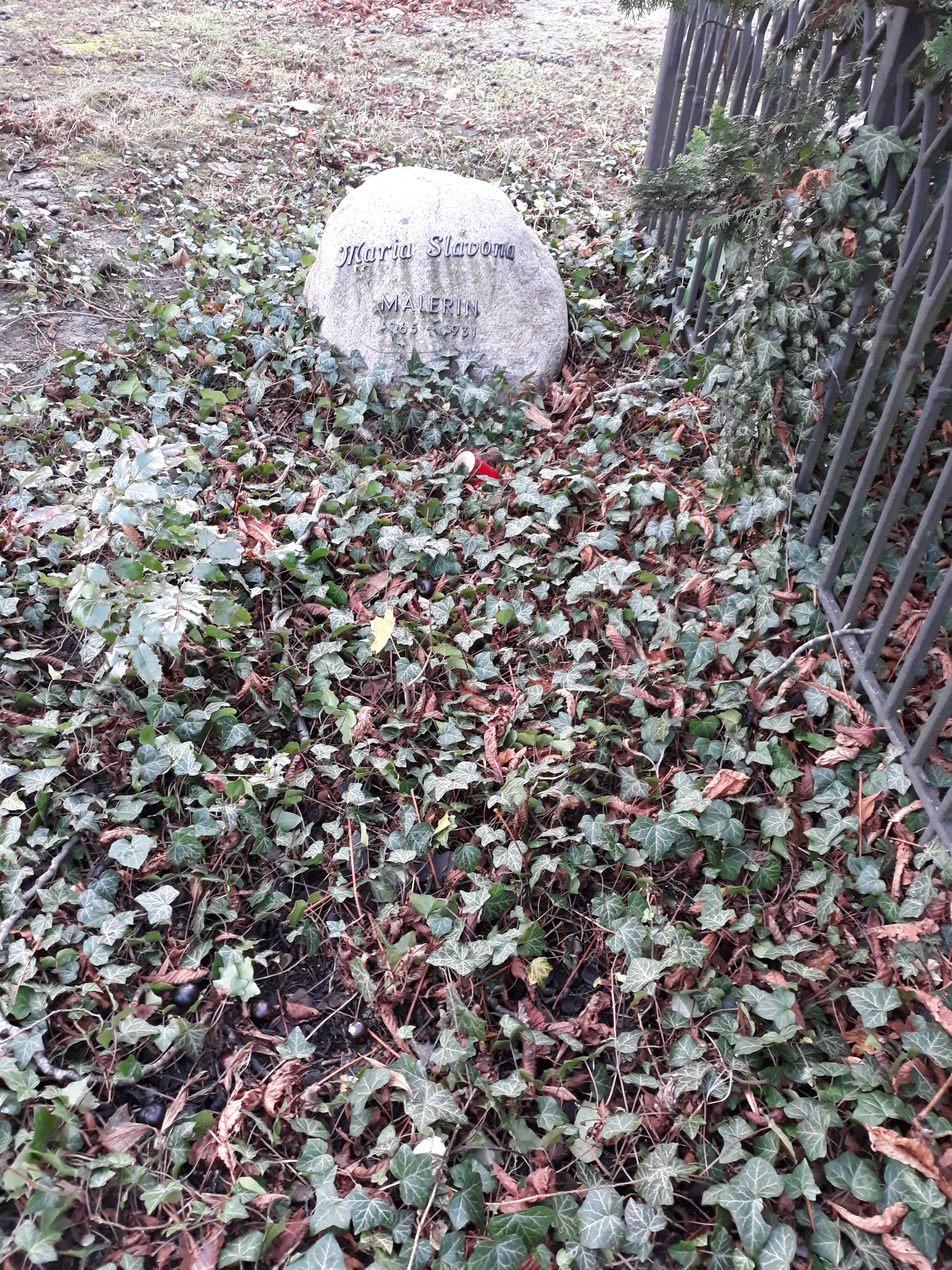
Das Grab auf dem Charlottenburger Luisenkirchhof II

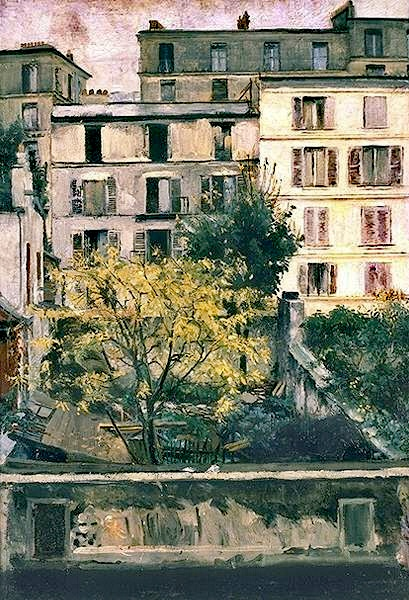
Häuser am Montmartre, 1898

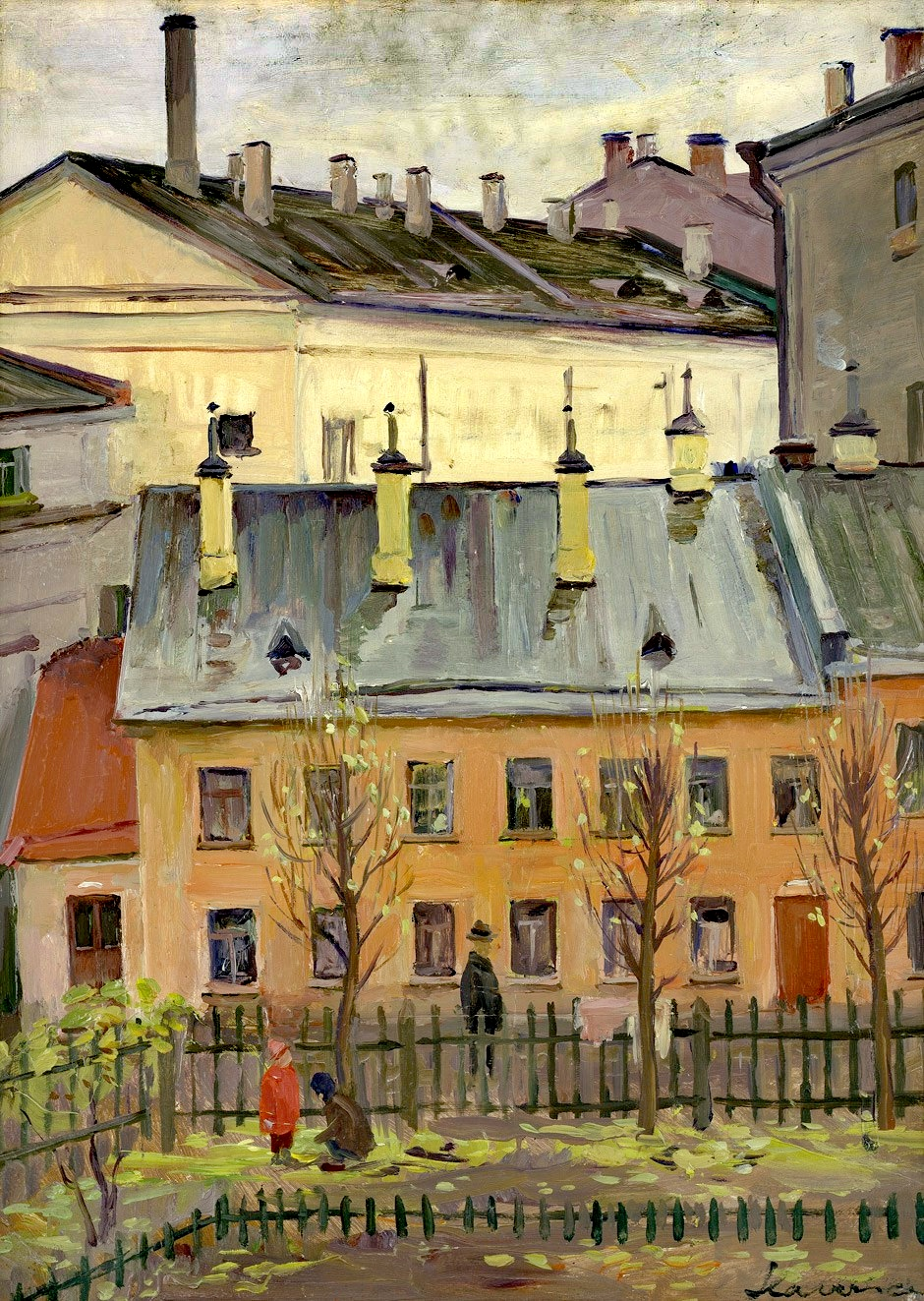
Häuser am Monmartre 2, etwa 1900

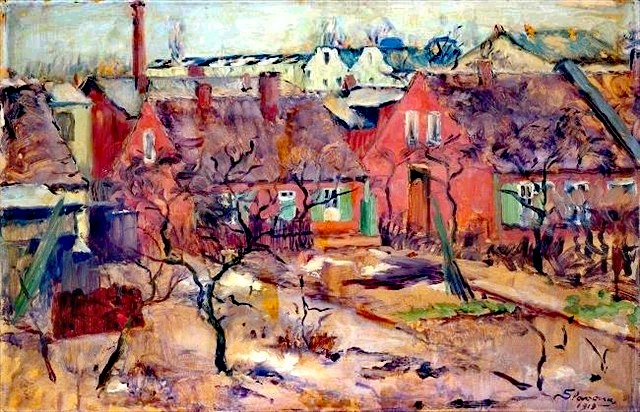
Tauwetter bei Lübeck, 1913

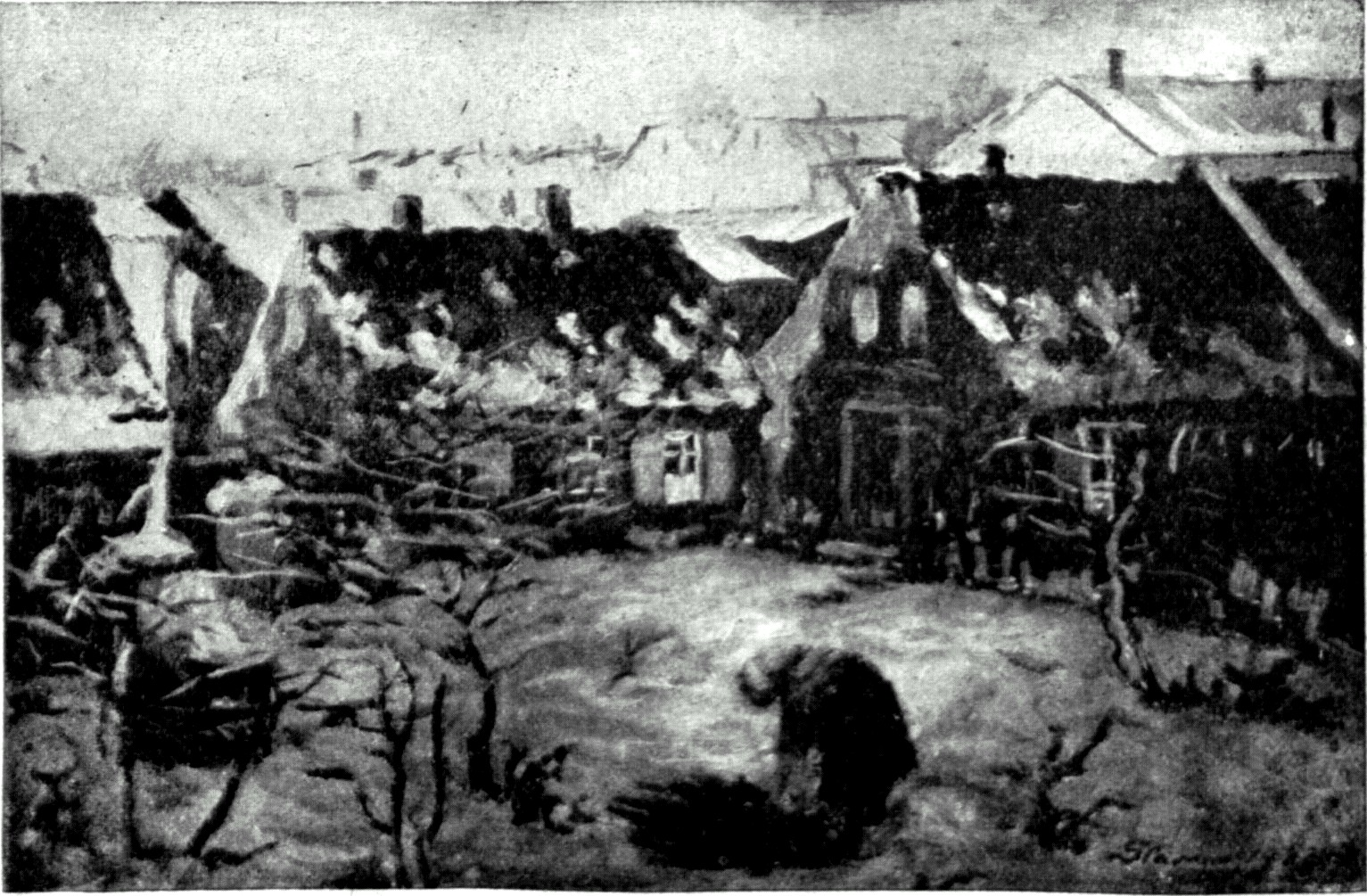
Kahlhorst, 1920

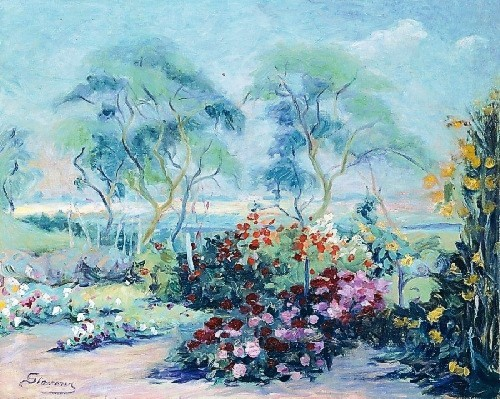
Blühender Garten, spätestens 1931

Maria Slavona, eigentlich Marie Dorette Caroline Schorer (* 14. März 1865 in Lübeck; † 10. Mai 1931 in Berlin) war eine deutsche Malerin des Impressionismus. Bei ihrem Tod galt sie neben Dora Hitz als bedeutendste deutsche Malerin ihrer Zeit.

## Leben  und Werk
Marie Dorette Caroline Schorer stammte aus einer angesehenen Lübecker Apothekerfamilie. Ihr Vater Theodor Schorer war Besitzer der Löwen-Apotheke in der Königstraße. Sie wuchs mit fünf Geschwistern in Lübeck auf. Ihre älteste Schwester Cornelia Schorer wurde als eine der ersten deutschen Frauen in Medizin promoviert.

### Ausbildung
Als Siebzehnjährige kam Marie Schorer 1882 zur Ausbildung im Malen und Zeichnen nach Berlin. Zunächst lernte sie an der Privatmalschule Eichler, bevor sie nach kurzer Zeit zur Unterrichtsanstalt des Königlichen Kunstgewerbemuseums wechselte, die sie 1886 verließ. 1887 erweiterte sie ihre Ausbildung an der Schule des Vereins der Künstlerinnen und Kunstfreundinnen zu Berlin, da hier auch Frauen Anatomiestudien betreiben und nach lebenden Modellen zeichnen durften. Die offizielle Preußische Akademie der Künste, die solche Unterrichtselemente ebenfalls vorsah, war Frauen und Mädchen noch verschlossen. Ihrem Lehrer, dem Porträtisten und Radierer Karl Stauffer-Bern (1857–1891), schrieb sie großen Einfluss auf ihre Entwicklung zu.
Ab 1888 setzte sie ihr Studium in München, der Kunststadt des 17 Jahre zuvor neu gegründeten Deutschen Reiches, fort. Hier lernte sie zunächst bei Alois Erdtelt und besuchte wenig später die Damenakademie des Münchner Künstlerinnenvereins, wo zur selben Zeit Käthe Kollwitz studierte. Prägenden Eindruck hinterließ ihr Lehrer, der Mitbegründer der Münchner Secession, Ludwig Herterich (1856–1932). Er machte Schorer mit dem französischen Impressionismus bekannt. Bei einem Ferienaufenthalt in Lübeck machte sie die Bekanntschaft einiger skandinavischer Künstler, unter anderem dem Maler Wilhelm Petersen, der sich später Willy Gretor nannte. Mit ihnen ging sie 1890 nach Paris.
„1890 kam ich nach Paris. Hier ging mir eine neue Welt auf. Die ersten Besuche im Louvre betäubten mich fast. Aber von den Schulen, die ich sah, war ich enttäuscht, dort gefiel mir nichts. Ich entschloß mich, allein zu arbeiten und Rat und Urteil nur im Kreise einiger junger gleichgesinnter Freunde, fast alles Dänen und Norweger, zu sehen zu suchen.“
In Paris nahm sie ihren Künstlernamen Maria Slavona an. Sie zog mit Gretor, der Malerin Rosa Pfäffinger (1866–1949), Ivana Kobilca (1861–1926) sowie Hans Dahlerup (1871–1892) in eine Sechs-Zimmer-Wohnung am Place Malherbes 112. In dieser Wohngemeinschaft wollten sie Nietzsches Ideen zur freien Liebe verwirklichen – auf Kosten von Pfäffingers Vermögen. Slavona, Pfäffinger und Kobilca hatten Affären mit Gretor, wobei die beiden ersteren im Abstand von sechs Monaten jeweils ein Kind von Gretor bekamen. Slavonas Tochter war die spätere Schauspielerin Lilly Ackermann. Als Pfäffingers Geld 1894 aufgebraucht war, zog Gretor aus und hinterließ den Müttern seiner Kinder Gemälde des damals noch unbekannten Vincent van Gogh (1853–1890). Die beiden Künstlerinnen versuchten, sich gegenseitig zu unterstützen und Kindererziehung und Kunst untereinander aufzuteilen.
Auf Slavonas Initiative hin wurde eine der ersten Van Gogh-Ausstellungen in Paris organisiert, wo sie möglicherweise auch den Kunstsammler Otto Ackermann (1867–1963) kennenlernte. 1900 heirateten die beiden, und Ackermann adoptierte ihre Tochter Lilly.

### Künstlerleben und Schaffen
Trotz aller Widrigkeiten wandte sie sich konsequent der französischen Malerei zu und widmete sich mit Enthusiasmus ihrer Kunst. In den Arbeiten der Pariser Jahre zeigt sich die Vertrautheit mit der französischen Malerei. Sie pflegte engen Kontakt zur Pariser Künstlerwelt, insbesondere durch ihre Freundschaft mit Camille Pissarro. Als Malerin erreichte sie schließlich Anerkennung und Bestätigung. 1893 stellte sie zum ersten Mal im Salon du Champ de Mars aus, unter dem männlichen Pseudonym  Carl-Maria Plavona, né à Varsovie.
Das Paar Ackermann-Slavona führte ein lebendiges Künstlerhaus, in dem Künstler und andere Persönlichkeiten wie Edvard Munch, Walter Leistikow, Max Liebermann, Bertha von Suttner, Rainer Maria Rilke, Käthe Kollwitz sowie der junge Theodor Heuss verkehrten.
Viele ihrer besten Bilder schuf sie in ihrer Pariser Zeit. Ihre Werke wurden von französischen Privatsammlern Sammlern geschätzt, und man verglich sie mit Berthe Morisot. 1907 kaufte der französische Staat eines ihrer Landschaftsbilder. Seit 1901 stellte sie als korrespondierendes Mitglied in der Berliner Secession aus. Als frühes Mitglied des Deutschen Künstlerbundes nahm Maria Slavona 1904 an der ersten gemeinsamen Ausstellung mit der Münchener Sezession teil: mit den Gärten in Montmartre und Kinderstudien.
1906 siedelte Slavona mit ihrer Familie in ihre Geburtsstadt Lübeck über. Hier malte sie zahlreiche Familienporträts und Lübecker Motive wie den Lübecker Gang oder das Tauwetter bei Lübeck. Das letztgenannte Gemälde wurde nach 1920 nachbearbeitet. So ist die Frau im Vordergrund entfernt worden.
Ab 1909 lebte sie in Berlin. 1913 wurde sie ordentliches Mitglied der Berliner Secession, nach deren Spaltung wechselte sie in die von Max Liebermann geführte Freie Secession. Maria Slavona galt in der zeitgenössischen Kunstkritik als eine Mitkämpferin für die moderne Kunst. Französischer Impressionismus und eine „norddeutsche Nüchternheit“ verbanden sich in ihrem Werk, das sich besonders durch die Sensibilität der Farbgebung auszeichnet.
Ende der 1920er Jahre verschlechterte sich der Gesundheitszustand der Künstlerin. Sie suchte Heilung in Anthroposophie und Naturheilkunde. In ihrer letzten Schaffensphase schuf sie vor allem Blumenbilder und Landschaften aus der Nähe ihres Ammerländer Hauses. Zu ihrer posthumen Würdigung veranstaltete 1931 die Nationalgalerie im Berliner Kronprinzenpalais eine Ausstellung ihrer Werke, die anschließend durch neun deutsche Städte wanderte.

### Rezeption
Nach ihrem Tod war Slavona als Künstlerin lange Zeit vergessen. In Publikationen zum Impressionismus wie bspw. vom Kunsthistoriker Rudolf Pfefferkorn oder Werner Doede wird sie kaum und wenn dann ungenügend thematisiert. Eine erste ausführliche Einordnung geschah erst 1981 durch Margit Bröhan. 1997 wurde ein erstes Forschungsprojekt, bei dem der schriftliche Nachlass der Künstlerin ausgewertet wurde durchgeführt. Der Nachlass liegt in der Schleswig-Holsteinischen Landesbibliothek.

## Ausstellungen
- 1891: Ausstellungsbeteiligung im Salon du Champ de Mars, Paris
- 1901: Ausstellungsbeteiligungen als korrespondierendes Mitglied der Berliner Secession
- 1904: Beteiligung an der ersten Ausstellung des Deutschen Künstlerbundes in München
- 1912: Galerie Paul Cassirer, Berlin
- 1920: Sammelausstellung in den Räumen der Overbeck-Gesellschaft im Schabbelhaus, Lübeck
- 1927: Einzelschau zu ihrem 60. Geburtstag in der Großen Berliner Kunstausstellung
- 1929: Beteiligung an der DKB-Ausstellung im Staatenhaus, Köln[7]
- 1931: Posthume Würdigung der Nationalgalerie im Kronprinzenpalais, Berlin; danach Wanderausstellung durch neun weitere deutsche Städte
- 1981: Maria Slavona 1865–1931. Eine deutsche Impressionistin. Sammlung Bröhan, Berlin und St. Annen-Museum, Lübeck
- 2014: Die Ausstellung im Münchner Stadtmuseum präsentierte bis zum 8. Februar 2015 das breite künstlerische Schaffen von Frauen wie Maria Slavona in München um 1900
- 2015: Die Sonderausstellung Die Malweiber von Paris im Edwin Scharff Museum in Neu-Ulm präsentierte den künstlerischen Werdegang von Maria Slavona und neun weiteren Malerinnen ihrer Zeit[8]

## Museumsbesitz
- Bröhan-Museum, Berlin
- Nationalgalerie Berlin
- Kunsthalle Bremen
- Museum am Ostwall, Dortmund
- Museum Kunstpalast, Düsseldorf
- Städel, Frankfurt am Main
- Kunsthalle zu Kiel
- Museum Behnhaus, Lübeck
- Neue Pinakothek, München
- Von der Heydt-Museum, Wuppertal